# José Campo Castañón
José Campo Castañón dit Pepe Campo (né le 21 juin 1921, décédé le 16 mai 1992) est un célèbre poète, écrivain et homme de lettres espagnol.

## Biographie
Il naît le 21 juin 1921 à Moreda de Aller. Fils de mineur, il connaîtra la révolution des mineurs de 1934, la guerre civile et la mort de son père en 1941.
Il fut mineur une seule journée à la suite d'un accident qui le met dans l'impossibilité de reprendre le métier, c'est alors qu'il entrera comme fonctionnaire dans la municipalité de Moreda de Aller. 
Avec ses amis il fonde en 1978 la Tertulia Lliteraria Ayerana. A l'anniversaire de sa mort en 1992 La Société des  Humanitarios de San Martín lui dédie un ouvrage consacré à la mémoire de cet homme de lettres. 

## Œuvre
- L’aldea Soleyera, José Campo Castañón ; prólogo de Luis Aurelio Álvarez. – Moreda : [s.n.], 1965. —104 p. ; 17 cm  DL O 275-1965
- Pólvora y fumo : Cuentiquinos de caza,José Campo Castañón ; pról. de Oscar Luis Tuñón. — Moreda, [s.n.], 1966. — 53 p. ; 15 cm.
- Per les caleyes d’Aller / José Campo Castañón ; pról. de Jesús Castañón. — Moreda, [s.n.], 1968. — 110 p. ; 17 cm.
- Antoloxía, José Campo Castañón. — Aller : Ayuntamiento, 1983. — 227 p. : il. ; 25 cm.  (ISBN 8450083796)
- Cosuques de neños y poemas a San Martín, José Campo Castañón. — Moreda : Humanitarios de San Martín, 1992. — 144 p. : il. ; 21 cm DL AS 3662-1992
- Obra completa : 1921–1992 / José Campo ; edición y prólogu, Ánxel Álvarez Llano; notes llingüístiques, Mª Paz García Álvarez. — Mieres :Editora del Norte, 1996. — 2 v. : il. fot. ; 22 cm. — (Serie Mayor ; 1-2). —  (ISBN 8488660502) (O.C.)